# Fly from the Inside
Fly from the Inside è un singolo del gruppo musicale statunitense Shinedown, pubblicato nel 2003 ed estratto dall'album Leave a Whisper.

## Tracce
- EP

1. Fly From the Inside (Sony Connect version) - 3:56
2. 45 (Sony Connect version) - 4:17
3. Simple Man (Sony Connect version) - 5:17